# Friday Is Forever
Friday Is Forever è il primo singolo estratto dal terzo album dei We the Kings, Sunshine State of Mind. Il brano è stato scritto da Dave Katz.

## Tracce
1. Friday Is Forever – 3:06

## Formazione
- Travis Clark - composizioni chitarra piano, programmazione, voce
- Drew Thomsen - basso
- Hunter Thomsen - chitarra, voce
- Danny Duncan - batteria